# Moritz Balthasar Borkhausen
Moritz Balthasar Borkhausen ( Gießen, 3 de dezembro de 1760 - Darmstadt, 30 de novembro de 1806 ) foi um entomólogo e naturalista alemão .
Estudou na Universidade de Giessen Direito e Administração; permanecendo por décadas com uma atividade científica muito intensa, principalmente na área florestal.

## Obras
- Naturgeschichte der europäischen Schmetterlinge (História natural das borboletas européias) (1788-1794).
- Versuch einer Erklärung der zoologischen Terminologie ( Uma explicação da terminologia zoológica) (1790).
- Versuch einer forstbotanischen Beschreibung der in Hessen - Darmstädter Landen im Freien wachsenden Holzarten  (Descrição das árvores em Hessen) (1790).
- Tentamen dispositionis plantarum Germaniae seminiferarum secundum new fact methodum A staminum situ proportione(1792).
- Botanisches Wörterbuch (Dicionário botânico) (1797).
- Theoretisch - praktisches Handbuch der Forstbotanik und Forsttechnologie (Manual de tecnologia florestal) (1800-1803).
- Deutsche Ornithologie oder Naturgeschichte aller Vögel Deutschlands (História natural dos pássaros alemães) (1810).